# Nicoya (półwysep)
Península de Nicoya – półwysep w północno-zachodniej Kostaryce, otoczony wodami Oceanu Spokojnego i Zatoki Nicoya.
Ważniejsze miejscowości na półwyspie to Nikoya (13,3 tys.) i Santa Cruz (10,3 tys.), Administracyjnie wchodzi w skład prowincji Guanacaste (część północna) i Puntarenas (część południowa).